# Joseph von Gerlach
Joseph von Gerlach, född 3 april 1820 i Mainz, död 17 december 1896 i München, var en tysk anatom.
Gerlach blev 1841 medicine doktor i Würzburg, praktiserade såsom läkare i Mainz, men sysselsatte sig samtidigt med anatomisk forskning. Han utgav bland annat Handbuch der allgemeinen und speciellen Gewebelehre (1848). Åren 1850-91 var han professor i anatomi och fysiologi i Erlangen. Han inlade mycket stora förtjänster särskilt om den mikroskopiska anatomins utveckling och publicerade ett stort antal vetenskapliga arbeten. Hans son Leo von Gerlach (1851-1918) var från 1891 sin fars efterträdare såsom professor i anatomi.